# Hylocharis
Hylocharis là một chi chim trong họ Chim ruồi.

## Các loài
Chi này gồm 2 loài:
- Hylocharis sapphirina
- Hylocharis chrysura